# Adalbert von Bayern (1828–1875)

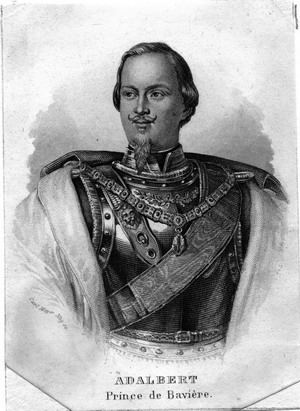
Adalbert von Bayern

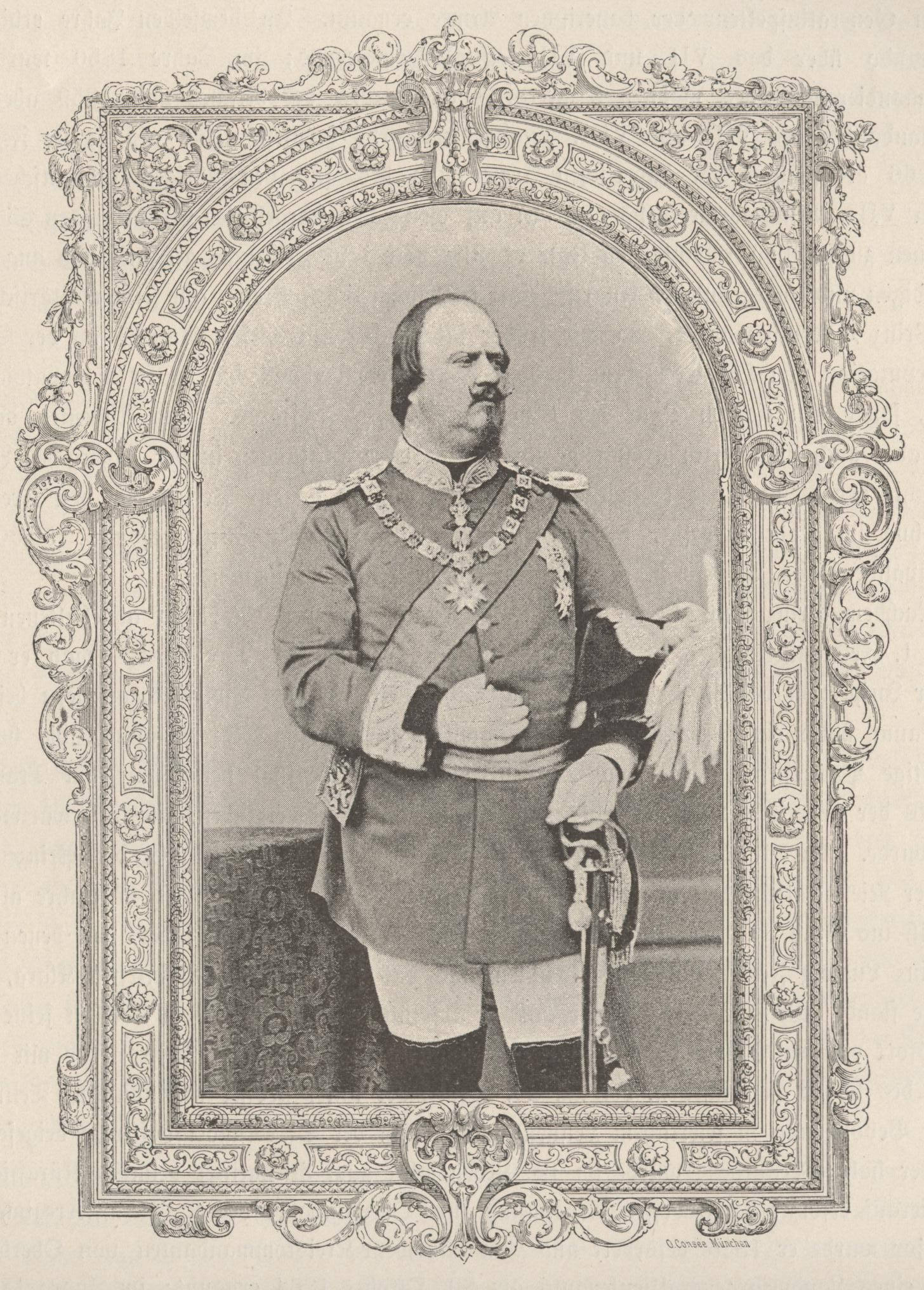
Prinz Adalbert von Bayern als Generalleutnant

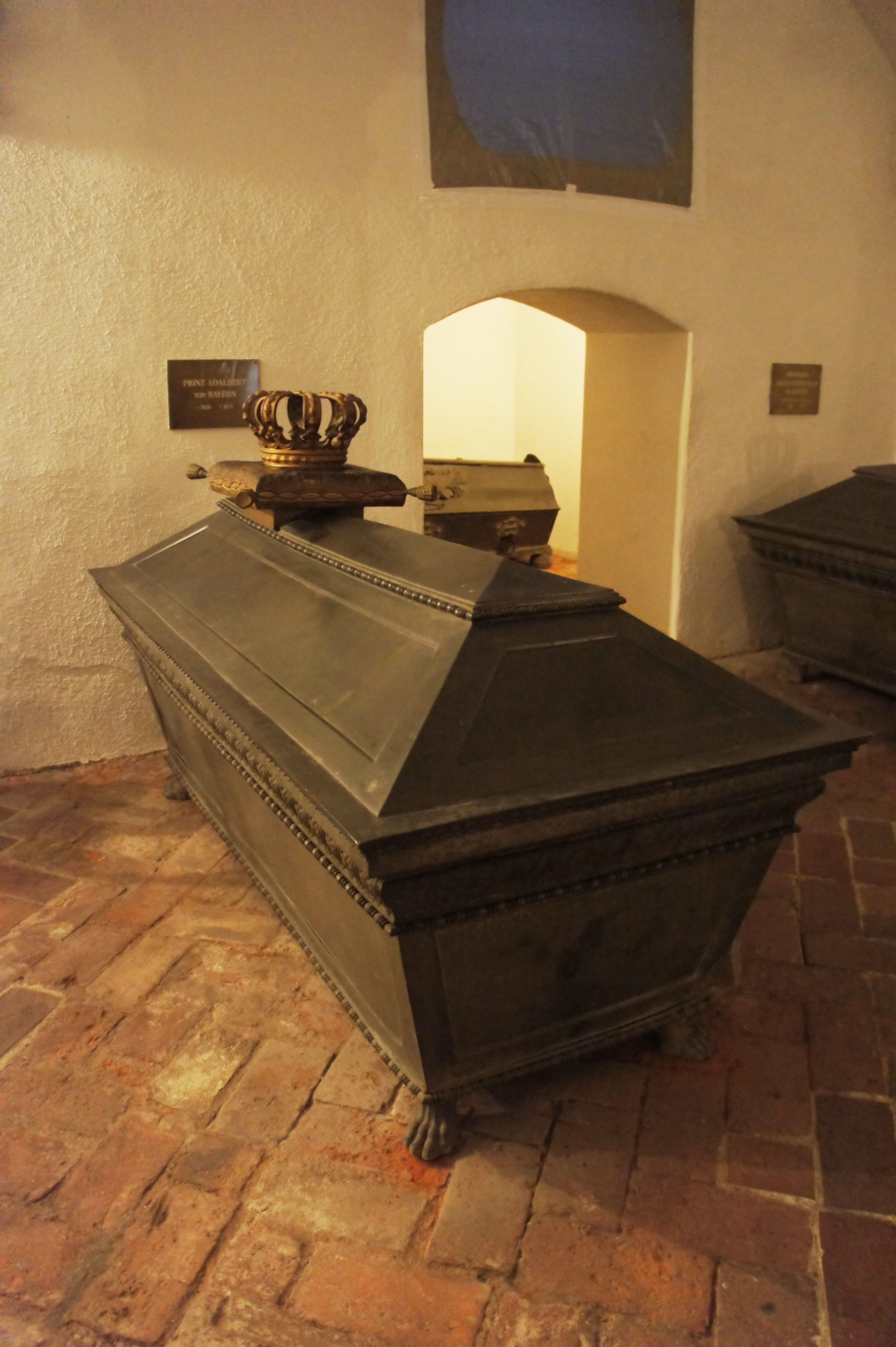
Sarkophag von Adalbert von Bayern in der Wittelsbachergruft von St. Michael in München

Adalbert Wilhelm Georg Ludwig (* 19. Juli 1828 in München; † 21. September 1875 in Nymphenburg) war ein Prinz von Bayern und Erbprinz von Griechenland.

## Leben
Adalbert war ein Sohn von König Ludwig I. von Bayern und der Königin Therese von Bayern.
Anlässlich seiner Geburt ließ sein Vater 1828 den Familientaler „Segen des Himmels“ prägen, der in der Mitte den Kopf Königin Thereses und außen angeordnet Medaillons ihrer acht Kinder mit den jeweiligen Geburtsdaten zeigt.
Da sein Bruder König Otto von Griechenland kinderlos war, wurde 1844 das Thronfolgerecht auf Adalbert ausgeweitet, so dass dieser von da an bis 1862 Thronfolger des Königreichs Griechenland war. 1858 begleitete
Georg Ludwig von Maurer Adalbert auf einer diplomatischen Reise zur 25-jährigen Regentschaftsfeier Ottos nach Griechenland.
Prinz Adalbert heiratete am 25. August 1856 in Madrid Amalia von Bourbón (1834–1905), Infantin von Spanien, Tochter von Franz de Paula de Bourbón, Herzog von Cádiz, und seiner Gemahlin Luisa Carlota von Neapel-Sizilien. Das Paar bekam zusammen fünf Kinder.
Adalbert Wilhelm starb am 21. September 1875 mit 47 Jahren im Schloss Nymphenburg an einer nur wenige Tage dauernden Krankheit, die Ärzte führten seinen Tod auf eine Herzmuskellähmung zurück. Er wurde in der Michaeliskirche in München bestattet.
In München wurde die Adalbertstraße nach ihm benannt.

## Nachkommen
- Ludwig Ferdinand Maria (1859–1949) ⚭ María de la Paz von Spanien
- Alfons (1862–1933) ⚭ Louise Victoire d´Orléans, Tochter von Ferdinand d’Orléans, duc d’Alençon
- Isabella Marie Elisabeth (1863–1924) ⚭ Thomas von Savoyen, Graf von Genua
- Elvira (1868–1943) ⚭ Rudolf von Wrbna-Kaunitz-Rietberg-Questenberg und Freudenthal
- Clara (1874–1941)

## Ahnentafel
| Ahnentafel von Adalbert von Bayern | Ahnentafel von Adalbert von Bayern                                                                                       | Ahnentafel von Adalbert von Bayern                                                                                       | Ahnentafel von Adalbert von Bayern                                                                                        | Ahnentafel von Adalbert von Bayern                                                                                        | Ahnentafel von Adalbert von Bayern                                                                                               | Ahnentafel von Adalbert von Bayern                                                                                               | Ahnentafel von Adalbert von Bayern                                                                                           | Ahnentafel von Adalbert von Bayern                                                                                           |
| ---------------------------------- | --- | --- | --- | --- | --- | --- | --- | --- |
| Ururgroßeltern                     | Herzog Christian III. von Pfalz-Zweibrücken (1674–1735) ⚭ 1719 Karoline von Nassau-Saarbrücken (1704–1774)               | Joseph Karl von Pfalz-Sulzbach (1694–1729) ⚭ 1717 Elisabeth Auguste Sofie von der Pfalz (1693–1728)                      | Landgraf Ludwig VIII. von Hessen-Darmstadt (1691–1768) ⚭ 1717 Charlotte von Hanau-Lichtenberg (1700–1726)                 | Graf Christian Carl Reinhard von Leiningen-Dagsburg (1695–1766) ⚭ 1726 Katharina Polyxena von Solms-Rödelheim (1702–1765) | Herzog Ernst Friedrich II. von Sachsen-Hildburghausen (1707–1745) ⚭ 1726 Caroline von Erbach (1700–1758)                         | Herzog Ernst August I. von Sachsen-Weimar-Eisenach (1688–1748) ⚭ 1734 Sophie Charlotte von Brandenburg-Bayreuth (1713–1747)      | Karl zu Mecklenburg (1708–1752) ⚭ 1735 Elisabeth Albertine von Sachsen-Hildburghausen (1713–1761)                            | Georg Wilhelm von Hessen-Darmstadt (1722–1782) ⚭ 1748 Maria Luise Albertine zu Leiningen-Dagsburg-Falkenburg (1729–1818)     |
| Urgroßeltern                       | Herzog Friedrich Michael von Pfalz-Birkenfeld (1724–1767) ⚭ 1746 Maria Franziska Dorothea von Pfalz-Sulzbach (1724–1794) | Herzog Friedrich Michael von Pfalz-Birkenfeld (1724–1767) ⚭ 1746 Maria Franziska Dorothea von Pfalz-Sulzbach (1724–1794) | Georg Wilhelm von Hessen-Darmstadt (1722–1782) ⚭ 1748 Maria Luise Albertine von Leiningen-Dagsburg-Falkenburg (1729–1818) | Georg Wilhelm von Hessen-Darmstadt (1722–1782) ⚭ 1748 Maria Luise Albertine von Leiningen-Dagsburg-Falkenburg (1729–1818) | Herzog Ernst Friedrich III. Carl von Sachsen-Hildburghausen (1727–1780) ⚭ 1758 Ernestine von Sachsen-Weimar Eisenach (1740–1786) | Herzog Ernst Friedrich III. Carl von Sachsen-Hildburghausen (1727–1780) ⚭ 1758 Ernestine von Sachsen-Weimar Eisenach (1740–1786) | Großherzog Karl zu Mecklenburg-Strelitz (1741–1816) ⚭ 1768 Friederike Caroline Luise von Hessen-Darmstadt (1752–1782)        | Großherzog Karl zu Mecklenburg-Strelitz (1741–1816) ⚭ 1768 Friederike Caroline Luise von Hessen-Darmstadt (1752–1782)        |
| Großeltern                         | König Maximilian I. Joseph (1756–1825) ⚭ 1785 Auguste Wilhelmine von Hessen-Darmstadt (1765–1796)                        | König Maximilian I. Joseph (1756–1825) ⚭ 1785 Auguste Wilhelmine von Hessen-Darmstadt (1765–1796)                        | König Maximilian I. Joseph (1756–1825) ⚭ 1785 Auguste Wilhelmine von Hessen-Darmstadt (1765–1796)                         | König Maximilian I. Joseph (1756–1825) ⚭ 1785 Auguste Wilhelmine von Hessen-Darmstadt (1765–1796)                         | Herzog Friedrich von Sachsen-Hildburghausen (1763–1834) ⚭ 1785 Charlotte Georgine Luise von Mecklenburg-Strelitz (1769–1818)     | Herzog Friedrich von Sachsen-Hildburghausen (1763–1834) ⚭ 1785 Charlotte Georgine Luise von Mecklenburg-Strelitz (1769–1818)     | Herzog Friedrich von Sachsen-Hildburghausen (1763–1834) ⚭ 1785 Charlotte Georgine Luise von Mecklenburg-Strelitz (1769–1818) | Herzog Friedrich von Sachsen-Hildburghausen (1763–1834) ⚭ 1785 Charlotte Georgine Luise von Mecklenburg-Strelitz (1769–1818) |
| Eltern                             | König Ludwig I. (1786–1868) ⚭ 1810 Therese von Sachsen-Hildburghausen (1792–1854)                                        | König Ludwig I. (1786–1868) ⚭ 1810 Therese von Sachsen-Hildburghausen (1792–1854)                                        | König Ludwig I. (1786–1868) ⚭ 1810 Therese von Sachsen-Hildburghausen (1792–1854)                                         | König Ludwig I. (1786–1868) ⚭ 1810 Therese von Sachsen-Hildburghausen (1792–1854)                                         | König Ludwig I. (1786–1868) ⚭ 1810 Therese von Sachsen-Hildburghausen (1792–1854)                                                | König Ludwig I. (1786–1868) ⚭ 1810 Therese von Sachsen-Hildburghausen (1792–1854)                                                | König Ludwig I. (1786–1868) ⚭ 1810 Therese von Sachsen-Hildburghausen (1792–1854)                                            | König Ludwig I. (1786–1868) ⚭ 1810 Therese von Sachsen-Hildburghausen (1792–1854)                                            |
| Adalbert von Bayern                | | | | | | | | |